# 共产主义通讯委员会
共产主义通讯委员会（德語：Kommunistisches Korrespondenz-Komitee）是由卡尔·马克思和弗里德里希·恩格斯共同成立的共产主义组织。它在布鲁塞尔、伦敦、科隆和巴黎拥有分支，其宗旨是在政治和意识形态上将来自不同国家的社会主义者组织起来在建立一个无产阶级革命政党。

## 历史
1846年1月，在布鲁塞尔成立的第一个委员会后来成为了委员会的总部，成员包括卡尔·马克思、威廉·沃尔夫、约瑟夫·魏德迈、斐迪南·沃尔夫和菲利普·乔特。1846年5月—6月，约瑟夫·莫尔和卡尔·沙佩尔在伦敦成立了另一个委员会。1846年6月，伍珀塔尔共产主义者古斯塔夫·阿道夫·肯特接洽了布鲁塞尔委员会，建议德国的共产主义者应该互相告知自己的行动，得到了委员会的支持。
1846年，受委员会委托来到法国的恩格斯领导了巴黎工人对抗皮埃尔-约瑟夫·蒲鲁东的改良主义思潮，卡尔·格律恩的“真正的社会主义”和威廉·魏特林的魏特林主义思潮。6月，恩格斯代表布鲁塞尔委员会，成立了巴黎委员会，以在正义者同盟的组织下传播委员会的思想。1846年到1847年间，亨利希·毕尔格尔斯和罗兰特·丹尼尔斯在科隆为委员会工作，心理医生格奥尔格·韦伯则在基尔工作。销售家和诗人格奥尔格·维尔特则作为各委员会之间的信使。
1847年伦敦会议上，所有委员会都出席，恩格斯代表巴黎，沃尔夫代表布鲁塞尔，会上宣布成立共产主义者同盟，所有委员会自动解散并入同盟，马克思和恩格斯受委撰写共产党宣言。